# 托代尔
托代尔（法語：Tordères，法語發音：[tɔʁdɛʁ] ⓘ）是法国东比利牛斯省的一个市镇，属于佩皮尼昂区。

## 地理
托代尔（42°33'36"N, 2°45'8"E）面积9.91 平方千米，位于法国奧克西塔尼大區东比利牛斯省，该省份为法国大陆部分最南部的省份，涵盖了北加泰罗尼亚，北起奥德省，西接阿列日省和安道尔，南与西班牙接壤，东临地中海。
与托代尔接壤的市镇（或旧市镇、城区）包括：富尔克、帕萨、约罗、蒙托里奥勒。
托代尔的时区为UTC+01:00、UTC+02:00（夏令时）。

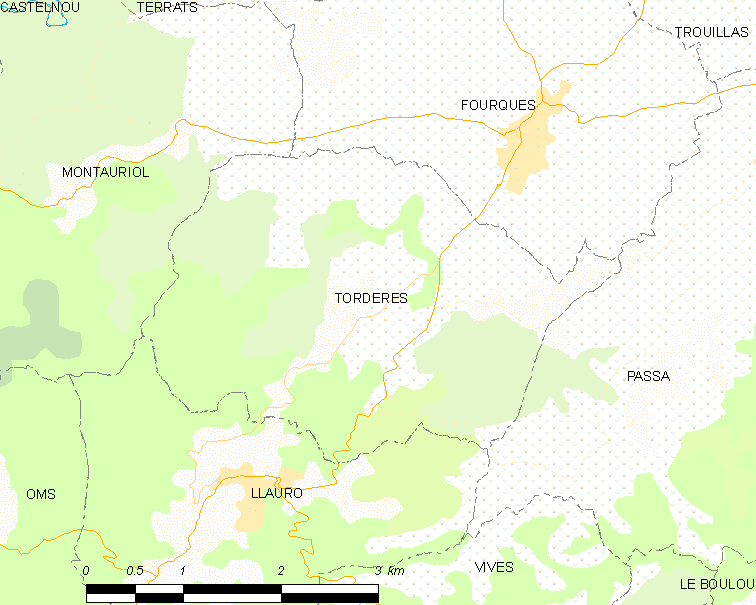
托代尔的OSM定位图

## 行政
托代尔的邮政编码为66300，INSEE市镇编码为66211。

## 政治
托代尔所属的省级选区为莱萨斯普尔县。

## 人口

1962-2008年间托代尔人口变化图示

托代尔于2022年1月1日时的人口数量为186人。